# Mein Kampf

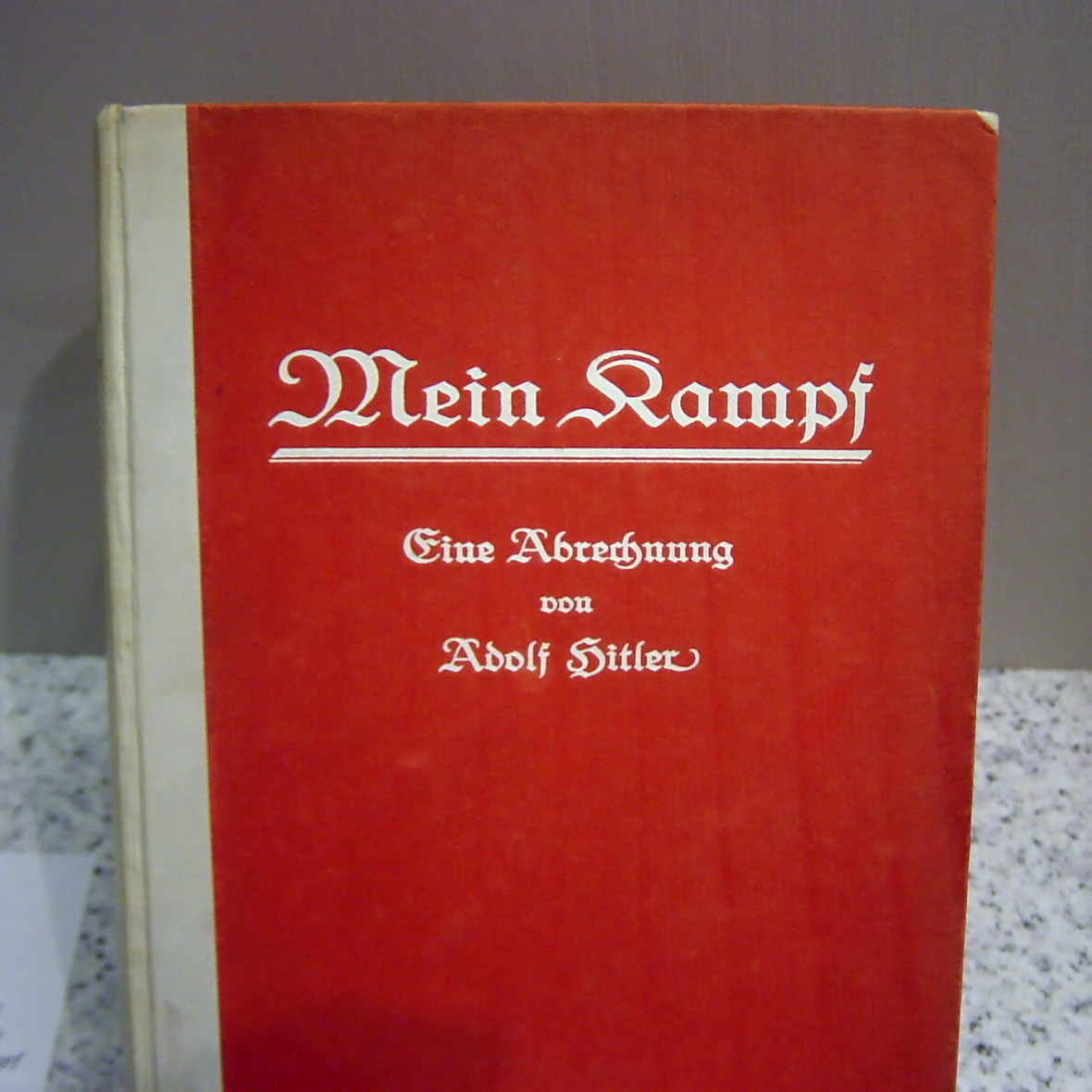
První vydání prvního svazku Mein Kampf

Mein Kampf (česky Můj boj) je nejvýznamnější spis Adolfa Hitlera, který v něm kombinuje autobiografické prvky a náhled na svět skrze ideologii, kterou vyznával, tedy nacismus. V několika zemích byla tato kniha zakázána.
Původně uvažovaný název díla měl být Čtyři a půl roku [boje] proti lži, hlouposti a zbabělosti. První svazek byl vydán roku 1925, druhý o rok později, v roce 1926. Tuto knihu Hitler zprvu diktoval svým spolupracovníkům Emilu Mauriceovi, později Rudolfu Hessovi ve vězení Landsberg, ve kterém si odpykával trest za nelegální protistátní povstání a snahu svrhnout říšskou vládu v roce 1923 (tzv. pivní puč).
Kniha obsahuje nacismus, rasismus a nepodložené tvrzení o nadřazenosti různých ras nad jinými. Kromě těchto rasistických pasáží jsou v Mein Kampfu v I. dílu vylíčeny Hitlerovy vzpomínky na celý dosavadní průběh jeho života. Ve II. dílu líčí počátky nacistického hnutí a stranický boj o moc. A o tom, že věří, že je vyvoleným člověkem, který má za svůj úkol, od božské prozřetelnosti, Německo dovést zpět na vrchol moci a cti, která mu byla podle Hitlerových představ odejmuta mírovou smlouvou ve Versailles. Hitler prohlašoval, že tuto knihu napsal jen pro Němce, a nesouhlasil s vydáním v jiných jazycích.